# Фельдбак
Фельдба́к (фр. Feldbach) — коммуна на северо-востоке Франции в регионе Гранд-Эст (бывший Эльзас — Шампань — Арденны — Лотарингия), департамент Верхний Рейн, округ Альткирш, кантон Альткирш. До марта 2015 года коммуна административно входила в состав упразднённого кантона Ирсенг (округ Альткирш).
Площадь коммуны — 5,02 км², население — 442 человека (2006) с тенденцией к росту: 461 человек (2012), плотность населения — 91,8 чел/км².

## Население
Численность населения коммуны в 2011 году составляла 469 человек, а в 2012 году — 461 человек.
| 1962 | 1968 | 1975 | 1982 | 1990 | 1999 | 2004 | 2006 | 2009 | 2011 | 2012 |
| ---- | ---- | ---- | ---- | ---- | ---- | ---- | ---- | ---- | ---- | ---- |
| 322  | 313  | 327  | 335  | 374  | 401  | 433  | 442  | 458  | 469  | 461  |

Динамика населения:

## Экономика
В 2010 году из 328 человек трудоспособного возраста (от 15 до 64 лет) 238 были экономически активными, 90 — неактивными (показатель активности 72,6 %, в 1999 году — 74,9 %). Из 238 активных трудоспособных жителей работали 223 человека (125 мужчин и 98 женщин), 15 числились безработными (5 мужчин и 10 женщин). Среди 90 трудоспособных неактивных граждан 32 были учениками либо студентами, 21 — пенсионерами, а ещё 37 — были неактивны в силу других причин.
На протяжении 2011 года в коммуне числилось 183 облагаемых налогом домохозяйства, в которых проживало 465,5 человек. При этом медиана доходов составила 29544 евро на одного налогоплательщика.

## Достопримечательности (фотогалерея)

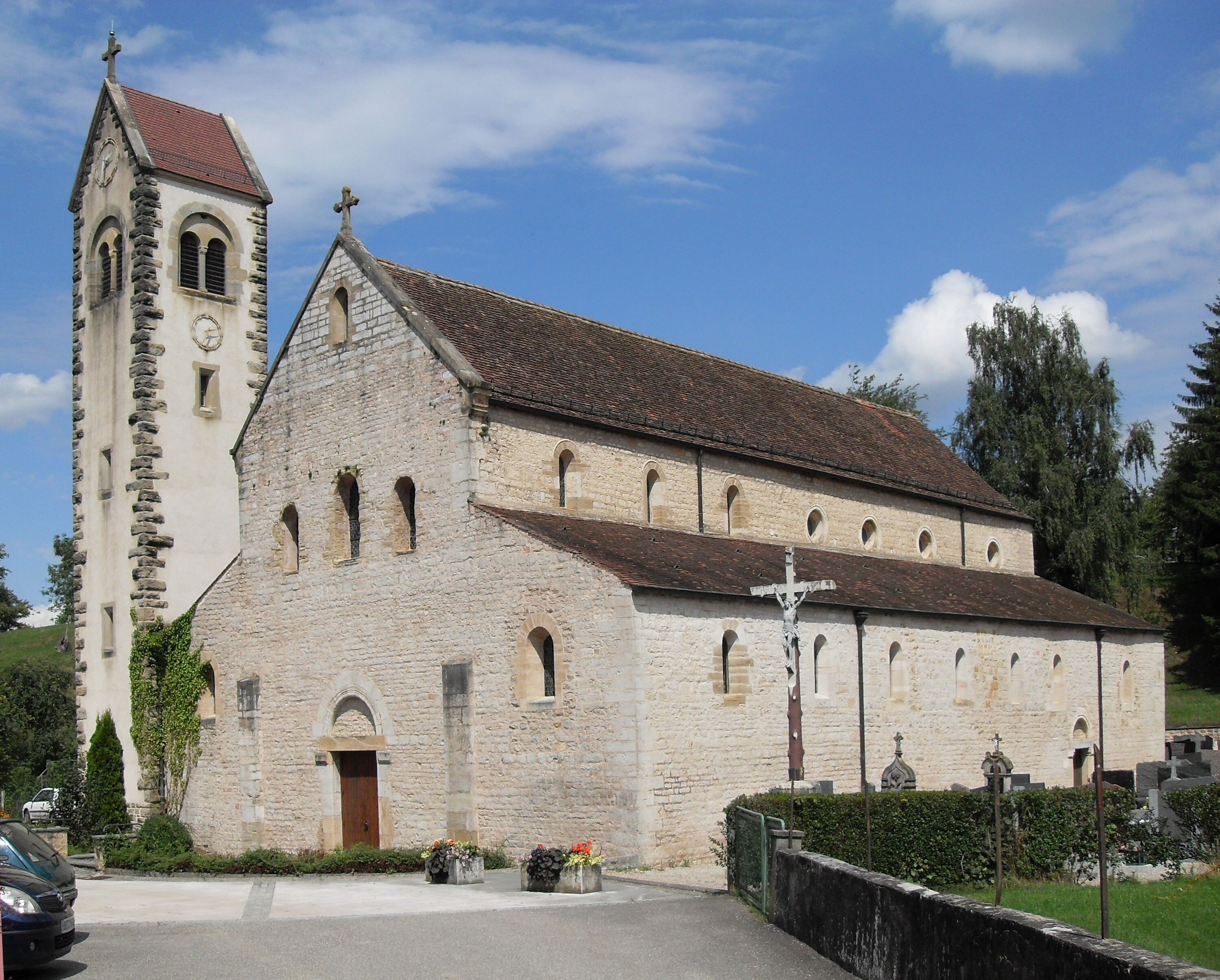
Церковь
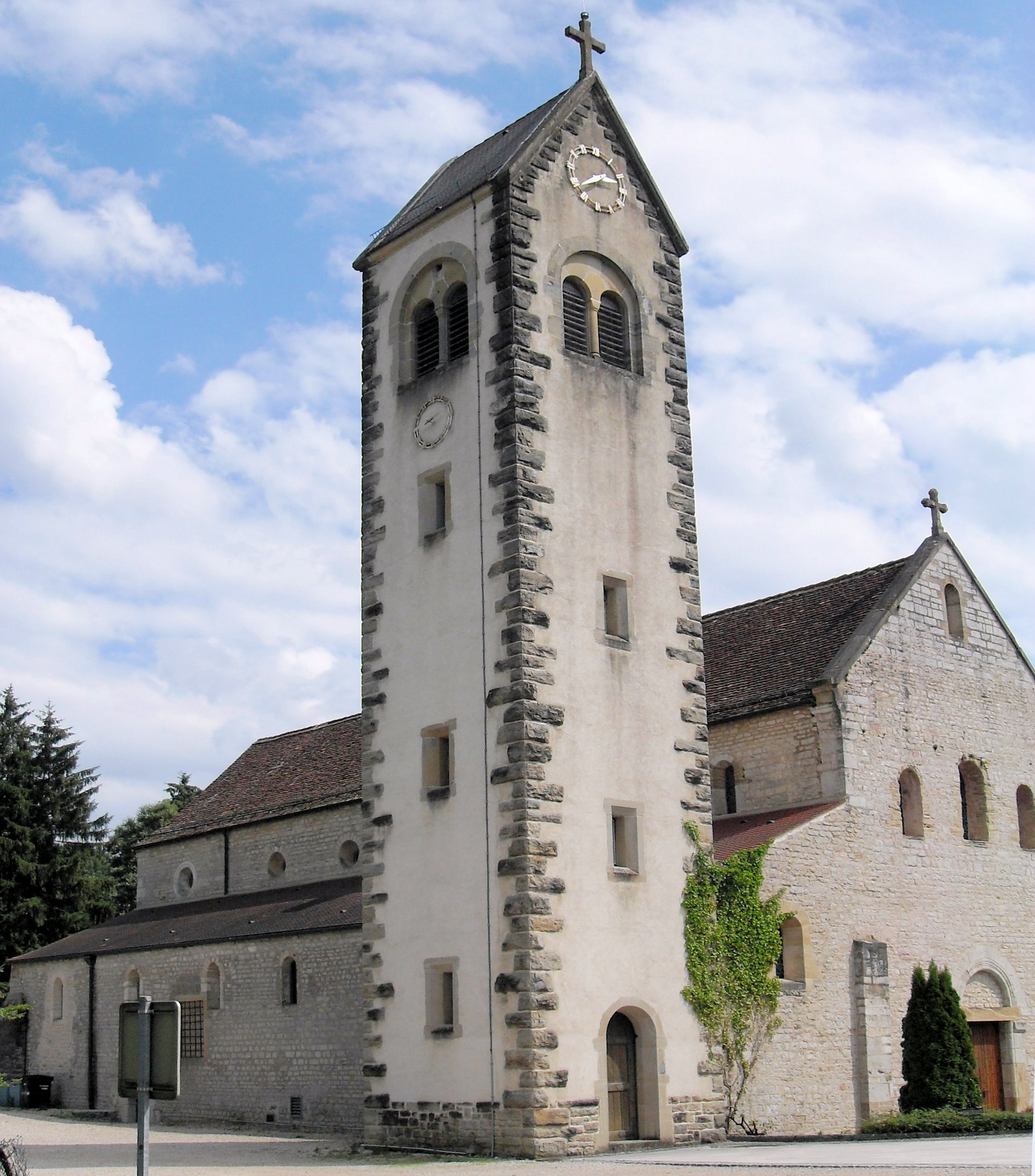
Колокольня